# 丹尼尔·里卡多
丹尼爾·約瑟夫·里卡多，AM（英語：Daniel Joseph Ricciardo，rih-CAR-doh，1989年7月1日—），義裔澳籍赛车手。里奇亚多在一级方程式胜出八场分站冠军，也是第三位胜出分站冠军的澳洲车手。
里奇亞多曾获得2009年赛季英國三級方程式錦標賽的冠军，他在2011年加入HRT車隊，1年後加入紅牛第二車隊並參與2012年賽季和2013年賽季。在馬克·韋伯宣布從一級方程式退休後，紅牛車隊確定里卡多從2014年賽季開始與塞巴斯蒂安·維特爾一起搭檔。里奇亞多在2014年賽季選擇了3號作為他的賽車號碼。在他效力紅牛的首個賽季，里卡多取得加拿大、匈牙利及比利時的三場分站冠軍，在車手積分榜上獲得第三名。
經歷兩年沒有在分站贏得勝利後，里卡多在2016年馬來西亞大獎賽上重踏第一名。最終在2016年墨西哥大獎賽後登上車手積分榜的第三名，亦是三年內的第二次。之後更在2017年亞塞拜然大獎賽和2018年中國大獎賽中取得勝利。里卡多在2018年與雷諾車隊簽下一份為期兩年的合約。里卡多在2021賽季加入麥拉倫車隊，他在2022赛季结束后离开迈凯伦。

## 職業生涯

### 福特方程式與寶馬方程式
里卡多於9歲時開始駕駛卡丁車並且參加許多的卡丁車賽事。在2005年，他參加了西澳大利亞福特方程式錦標賽，駕駛15年車齡的Van Diemen賽車，最終獲得第8名。在賽季末，里卡多租用了一台13年車齡的Van Diemen賽車，要在墨爾本的桑当国际赛道爭奪全國福特方程式系列賽，但是這輛老爺車缺乏競爭力，最終分別以16名及17名坐收，便退出了周末的第三場比賽。然而在次年他卻獲得了贊助金加入Eurasia Motorsport車隊，參加亞洲寶馬方程式錦標賽。在他的處女賽季，里卡多贏得了兩次勝利（皆在Bira賽道）也在珠海獲得桿位。最終他以231積分獲得季軍，僅以59分落後冠軍車手厄爾·班博。
是年8月，他另外加入Motaworld Racing車隊，駕駛他們其中一輛寶馬方程式賽車參加英國寶馬方程式系列賽，並獲得了第8名。儘管在第一次比賽中退賽，里卡多重新出發，在第二次比賽中取得第8名，並且獲得他在英國錦標賽中唯一的3分積分。到了年末，他加入了Fortec Motorsport車隊出賽寶馬方程式世界總決賽，最後以落後冠軍克里斯蒂安·維特里斯14秒的成績取得第5名。

### 雷諾方程式
2007年澳洲人加入RP Motorsport轉換跑道至雷諾方程式，參加歐洲盃與義大利盃，相對與前者的4場，里卡多主要專注於後者盃賽，一共出賽了14場。他在義大利盃系列賽季拿到了196分，排名第7位，且在瓦倫西亞站上頒獎台，但是他鮮少出賽的歐洲盃系列賽則是一分未得。
在第二年，2008年，澳洲人依然待在雷諾方程式，這次則是參加歐洲盃與西歐盃。到了年底，這位年輕的車手在西歐盃中獲得了他的第一個歐洲賽冠軍，而歐洲盃則在芬蘭人瓦尔特利·博塔斯之後位居二。

### 三級方程式
在2008年賽季中期，在紐伯林賽道里卡多首次登場於三級方程式紐伯林賽道，加入SG Formula車隊的三級方程式歐洲系列賽團隊。儘管對這台車缺乏駕駛經驗，澳大利亞人仍在首圈排位賽中取得第8位，在詹姆斯.傑克與克里斯蒂安·維特里斯的成績停滯不前時，更是推進至第6位。
之後里卡多加入卡林車隊，轉往參加2009年賽季的英國三級方程式錦標賽。他也首次登場於雷諾方程式3.5升系列賽，與查尔斯·皮克搭檔成為Tech 1 Racing車隊的車手，出賽位於葡萄牙的阿爾加維國際賽道。在第一次比賽中退賽，第二次比賽取得第15名。當他重返三級方程式時，他擴大了他的冠軍積分，比在出賽葡萄牙的賽道前多了45分。最終里卡多成為繼1989年大衛·布拉漢姆後，第一位取得英國三級方程式冠軍的車手。巧的是里卡多與布拉漢姆都是使用福斯汽車的引擎取得冠軍。季末於布蘭茲哈奇賽道的系列賽，兩個桿位皆由里卡多所獲，為這個賽季畫下美好的句點。他以15秒之差贏了第一場比賽，第二場比賽則獲得第4名（第3名為马库斯·埃里克松應邀駕駛英國賽車）。他以89分贏過第二名的沃爾特·金穆拿，和金穆拿因為於加泰隆尼亞賽道的歐洲系列賽撞期未出賽的隊友倫格爾·范德贊德。
於澳門格蘭披治大賽車中，里卡多持續與卡林車隊保持合作關係。里卡多在賽道上迅速的速度爭奪著選拔賽的發車位，第一節排位賽中，他是在马库斯·埃里克松之後第二快的車手（第一快的菜鳥），接著在第二節排位賽以第5名收尾。最終取得選拔賽第6位的發車位，到了正賽里卡多卻在首圈的嘉思欄彎撞上了牆，之後又於劏狗環撞牆，隨後7輛車閃避不及相撞，最終皆以退賽收場。

### 雷諾方程式3.5系列賽

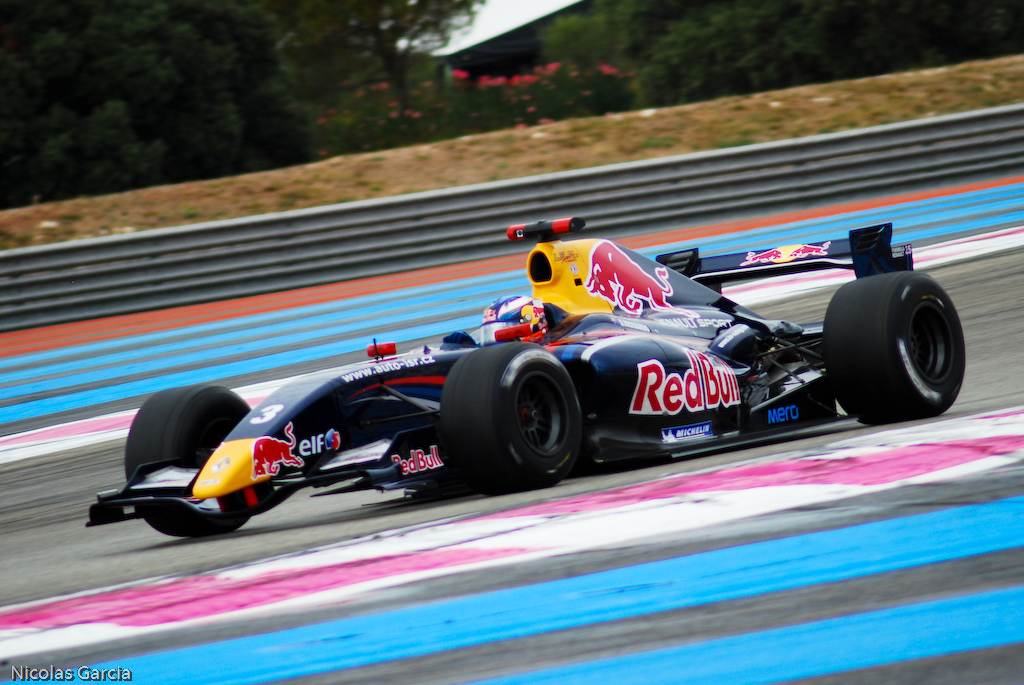
里卡多出賽2011年雷諾方程式3.5系列賽於保罗里卡德賽道

2009年10月30日，里卡多與Tech 1車隊簽約將出賽於2010年。2009年他曾與該隊於葡萄牙的阿爾加維國際賽道出賽，當時的隊友布蘭登·哈特利也將在2010年與他一同出賽。

### 一級方程式賽車

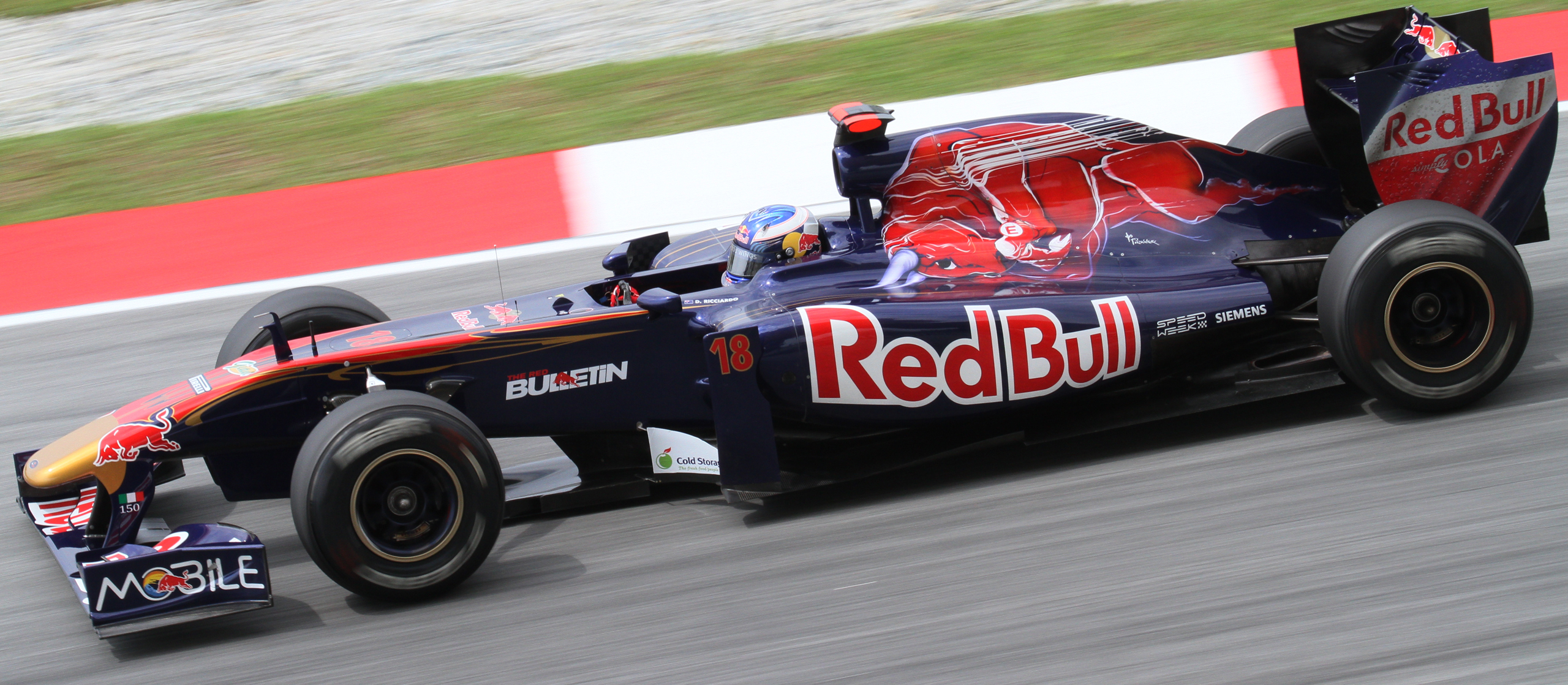
2011年馬來西亞大獎賽里卡多身為紅牛二隊的三號車手

在2009年12月1日至3日，於赫雷斯賽道為期三天的紅牛車隊青年車手測試，里卡多首次駕駛一級方程式賽車。在測試的最後一天，他以超過一秒的時間締造了最速時間。使他成為唯一進入1:17門檻的車手。紅牛車隊的主席克里斯蒂安·霍內爾建議說里卡多能夠取代他2010年世界系列賽的隊友哈特利成為車隊的測試與替補車手。最後結果是里卡多與哈特利兩人共享車隊與姐妹隊紅牛二隊的測試及替補責任，直到後者離開紅牛少年車隊（Red Bull Junior team）。
2010年11月11日，里卡多被證實成為紅牛車隊季末的青年測試車手，將在11月16日—17日於亞斯碼頭賽道代表車隊出賽。根據報導，他說道「我迫不及待要駕駛紅牛車隊驚人的一級方程式賽車來發出猛烈攻擊。」（"I can't wait to get another crack at driving Red Bull Racing's amazing Formula One car."）里卡多持續展現出他單圈的超凡技術並且主宰了這場賽事。他的最快單圈比2010年世界冠軍賽巴斯蒂安·維泰爾於週六排位賽的成績快了1.3秒。

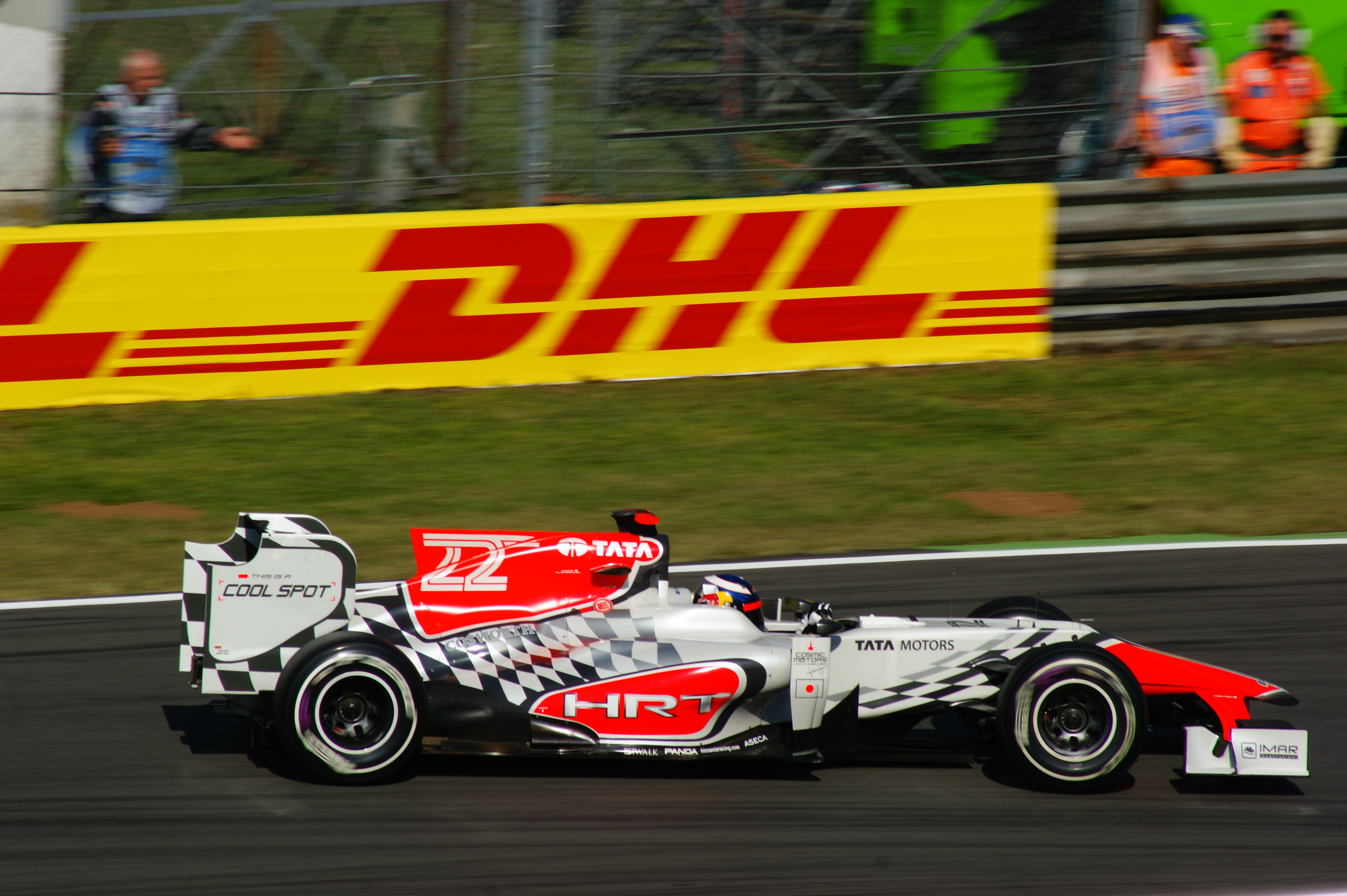
里卡多為HRT車隊出賽

在測試結束後數天，里卡多被證實成為紅牛二隊2011年的測試車手與候補車手，將能夠參加每場賽事週末的第一次自由練習。紅牛二隊的主席弗蘭茲·托斯特（英語：Franz Tost）表示「名冊中擁有一位充滿渴望的年輕人，能使我們目前的車手組合保持良好且尖銳。」（"having a hungry youngster on the books will keep our current driver pairing nice and sharp"）其中指向紅牛二隊的兩位車手哈伊梅·阿古爾蘇阿里和塞巴斯蒂安·布米。里卡多也將為紅牛二隊出場2011年世界一級方程式錦標賽賽前測試。
在2011年澳大利亞大獎賽練習賽後，里卡多在時間表上位居第16名，僅落後他經驗豐富的紅牛二隊隊友塞巴斯蒂安·布米。澳大利亞人後來在大雨的土耳其大獎賽星期五自由練習賽第一階段以第8名結束，在他的競爭者布米前1名。

#### HRT車隊（2011年）
2011年6月30日，里卡多被HRT車隊簽下，取代纳拉因·卡蒂凯扬在2011年賽季剩餘的場次，不過在印度大獎賽卡蒂凯扬仍可在他的主場出戰。里卡亞多首次登場的大獎賽於銀石的2011年英國大獎賽。
然而在2011年10月22日，2011年印度大獎賽開幕的前幾天，纳拉因·卡蒂凯扬原定在家鄉回到駕駛座的這天，HRT車隊宣布由维塔托尼奥·柳齐讓給卡蒂凯扬出賽，紅牛車隊出面交付掙扎的西班牙車隊，讓里卡多在印度比賽並擴大他的學習曲線，同時也能使卡蒂凯扬在他的主場粉絲面前賽車。在阿布扎比，里卡多在以20位起跑後，因為機械問題而退賽。到了最後一場比賽，里卡多在巴西以22位起跑後取得了第20名。 

#### 紅牛二隊（2012年－2013年）

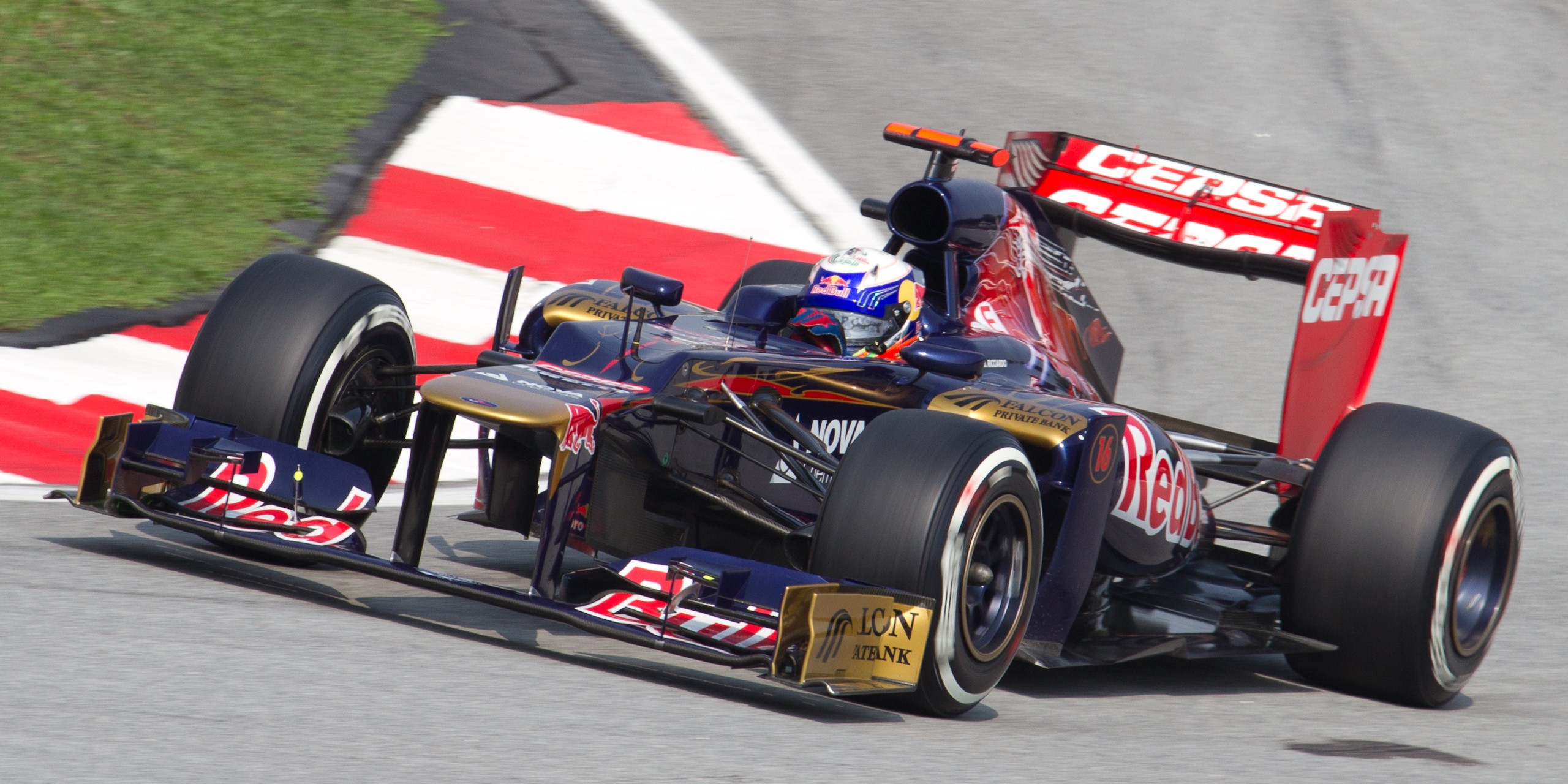
2012年馬來西亞大獎賽中里卡多為紅牛二隊出賽

在2011年12月14日，里卡多被證實將會與让-埃里克·维尔格尼一同為紅牛二隊出戰2012年賽季。

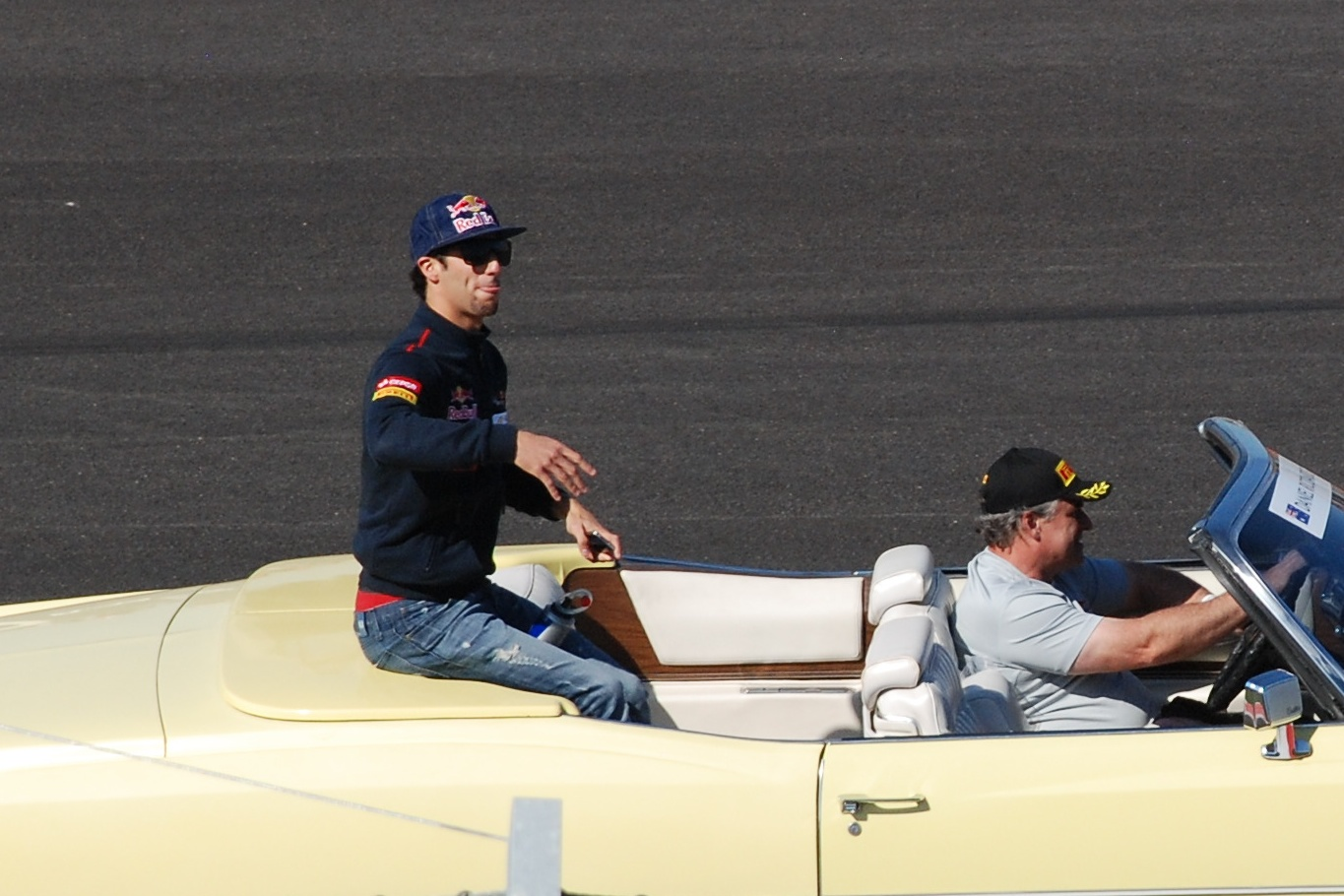
里卡多於2012年美國大獎賽

在2012年3月18日的澳大利亞大獎賽，里卡多在最後一圈設法超越他的隊友維爾格尼，最終獲得第九名，順利保住他生涯第一次的大獎賽積分：2分。
在大雨的馬來西亞以第12名坐收。巴林大獎賽取得排位賽第六的成績，但是正賽直落至第15名結束。到了2012年摩納哥大獎賽，在以第15位發車之後，他遭遇了本賽季唯一的退賽。
2012年10月31日，紅牛二隊宣布在2013年賽季將會與里卡多續約。

#### 紅牛車隊（2014年－2018年）
於2013年9月2日，奧地利電視台Servus TV透露里卡多將會取代馬克·韋伯在紅牛車隊的位置。他將會與蟬聯四屆世界車手冠軍的賽巴斯蒂安·維泰爾搭檔。
在這個賽季的第一場出賽，澳大利亞大獎賽中，里卡多取得了排位賽第二名的成績，僅在最排位賽的最後一圈被桿位車手打敗。儘管凱文·馬格努森在最後幾圈給足了壓力，最終他仍保住了第二名。自從澳大利亞大獎賽舉辦至今，里卡多成為了在這個主場第一位站上頒獎台的澳大利亞人。然而他的駕駛車輛經由國際汽車聯盟檢查出違反了每小時100公斤的燃油流速限制的規定，因此被取消成績資格。紅牛車隊並不相信這台車的燃油流量有違反這項規定，也已經提出了正式申訴。 國際汽車聯盟在4月14日審理過後，駁回上訴並維持原來裁决。
2014年加拿大大獎賽，贏得個人第一個F1分站冠軍。
2018年8月3日，紅牛車隊宣布里卡多將在2018年賽季結束時離開隊伍，雷諾車隊隨即發布里卡多加盟的消息，合約時間為兩年，2019年將會與現任雷諾車手尼可·賀根堡搭檔。

#### 雷诺车队（2019年－2020年）

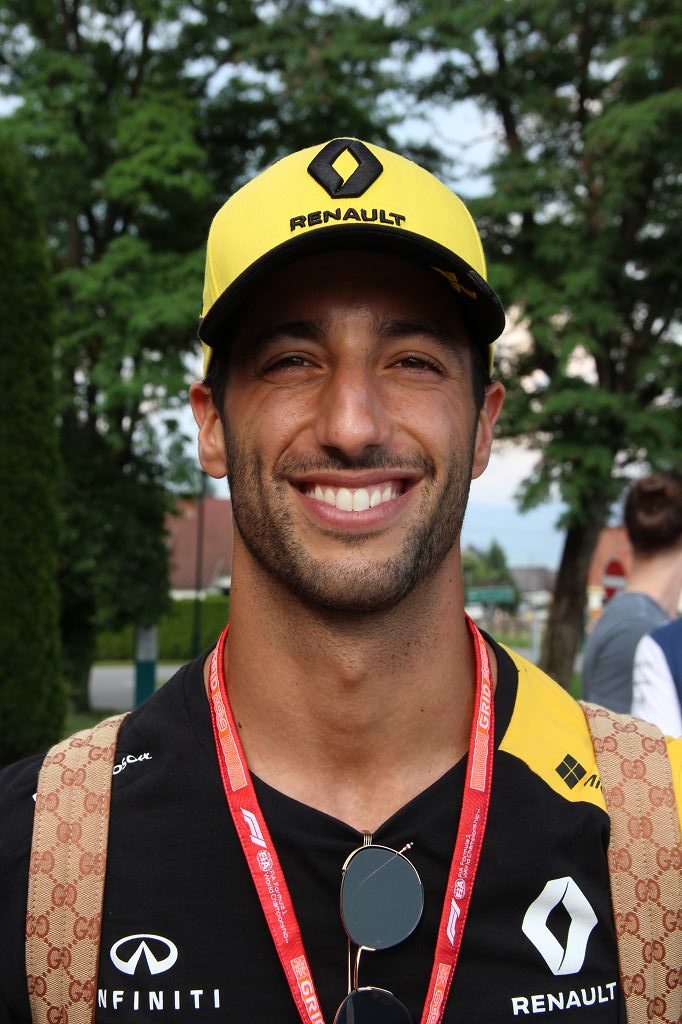
2019年為雷諾車隊效力的里卡多

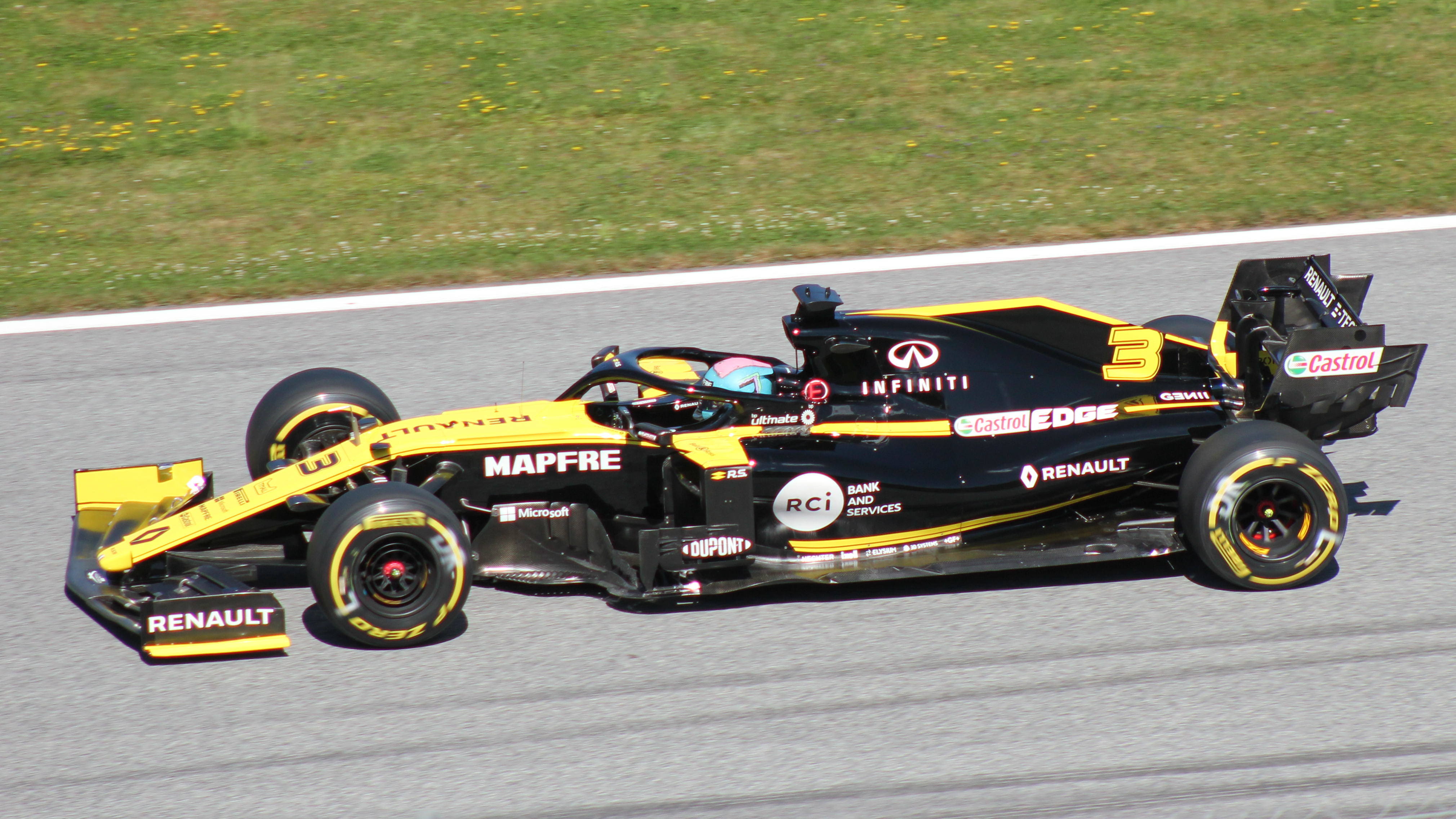
2019年奥地利大奖赛中驾驶雷诺 R.S.19的里卡多

里卡多在开幕战2019年澳大利亚大奖赛正赛起跑时损坏了前翼导致退赛。第二站巴林大奖赛因为赛车电子系统宕机在最后阶段遗憾退赛。
2020年10月11日，2020年艾费尔大奖赛車手丹尼尔·里卡多取得第三名的成績，替雷諾達成2016年以來的首次頒獎台，之前雷諾車隊管理總監西里爾·阿比特波爾與丹尼爾的打賭成真，丹尼爾打賭如果2020年賽季成功在雷諾車隊登上頒獎台，西里尔就要刺青，西里尔能夠選擇刺青的大小及其位置，而丹尼尔則在設計中擁有唯一的發言權。

#### 迈凯伦车队（2021年－2022年）

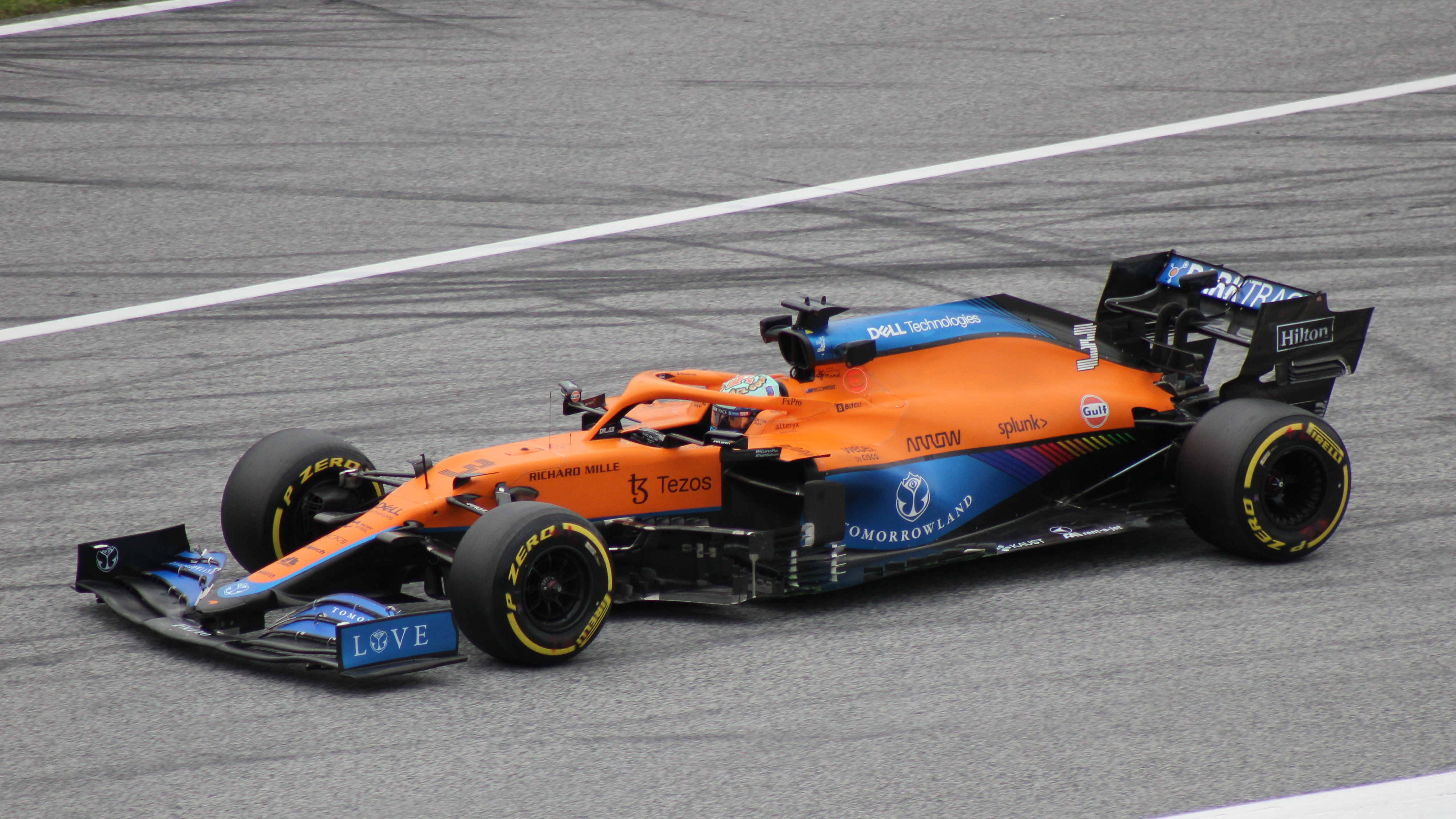
里卡多駕駛麥拉倫MCL35M賽車參加2021年奧地利大奖赛

2020年5月14日，迈凯伦车队宣布里卡多将在2021年加入车队。赛季前半段，里卡多始终在挣扎于对赛车的适应性，他与队友兰多·诺里斯的表现始终存在不小的差距。
2021年9月12日，在意大利大奖赛上，里卡多取得冠军，是他本人的第8个大奖赛冠军，也是迈凯伦车队时隔9年继2012年巴西大奖赛之后再次赢得分站冠军，同时他也在比赛最后一圈拿下最速圈，包揽周日大赛的全部26个积分；他与兰多·诺里斯包揽冠亚军也让迈凯伦车队成为本赛季首支包揽冠亚军的车队，也是他们继2010年加拿大大奖赛之后时隔11年再次包揽冠亚军。

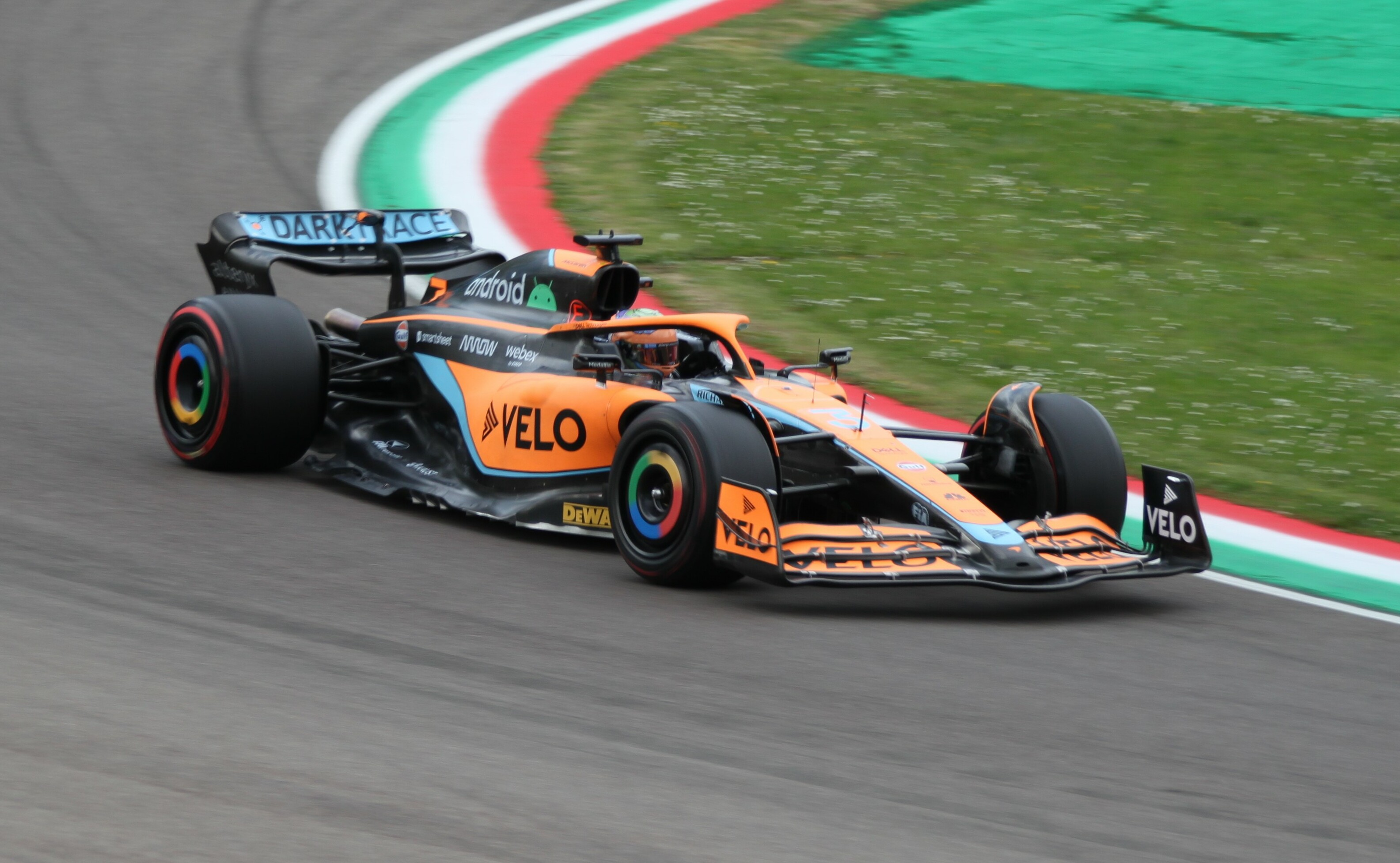
里卡多駕駛麥拉倫MCL36賽車參加2022年艾米利亞-羅馬涅大獎賽

2022年赛季伊始，作为新规则引入的第一年，迈凯伦车队未能重现上一年的竞争力，而里卡多再次受制于对赛车的适应能力，赛季夏休前13场比赛仅4站获得积分，在积分上落后于队友诺里斯。
由於賽季表現不佳，麥拉倫車隊宣布提前一年解除里卡多的合同。他的位置由2021年二级方程式总冠军奥斯卡·皮亚斯特里接替。里卡多隨後表示自己可能不會成為2023年F1正式車手。

#### 红牛车队（2023年-至今）
2022年阿布達比大獎賽前，紅牛車隊顧問赫爾穆特·馬爾科透露里卡多將在2023年重返紅牛，成為紅牛車隊儲備車手。双方在11月23日正式宣布签约。

#### 阿尔法托利/RB F1车队（2023年－2024年）
2023年7月11日，阿尔法托利车队宣布与荷兰车手尼克·德弗里斯解除合同，同时宣布与红牛车队和里卡多达成租借合约，澳洲人将从匈牙利大奖赛起作为主力车手代表阿尔法托利车队出赛。
在匈牙利站，里卡多在排位赛和正赛上都取得了高于队友角田的成绩。在比利时站上，里卡多在冲刺排位赛和冲刺赛上均赢过了队友角田；但是排位赛和正赛上都落后于角田的成绩。
在荷兰大奖赛的练习赛上，里卡多因为闪躲冲出赛道的奥斯卡·皮亚斯特里不及，也撞向了护墙，导致其手掌受伤，之前经检查确认骨折。他在阿尔法托利的位置由车队后备车手利亚姆·劳森接替，继续荷兰和意大利的比赛。在缺席5场比赛后，里卡多于美国站伤癒复出，并在之后墨西哥站的排位赛中取得第四位发车的高顺位，并在正赛中取得第七名，为阿尔法托利车队本赛季最高的完赛成绩。
2024年9月，在新加坡站之后，有多家媒体报道，RB车队和红牛方面有意在下一站美国大奖赛前结束和里卡多的合同，澳大利亚人恐怕将提前结束一级方程式生涯。而在新加坡大奖赛上，里卡多在比赛尾声进站更换软胎，并从迈凯伦车队手中拿下了该站比赛的最快圈速。9月26日，RB车队正式宣布里卡多离队，他的席位由车队后备车手利亚姆·劳森接替。

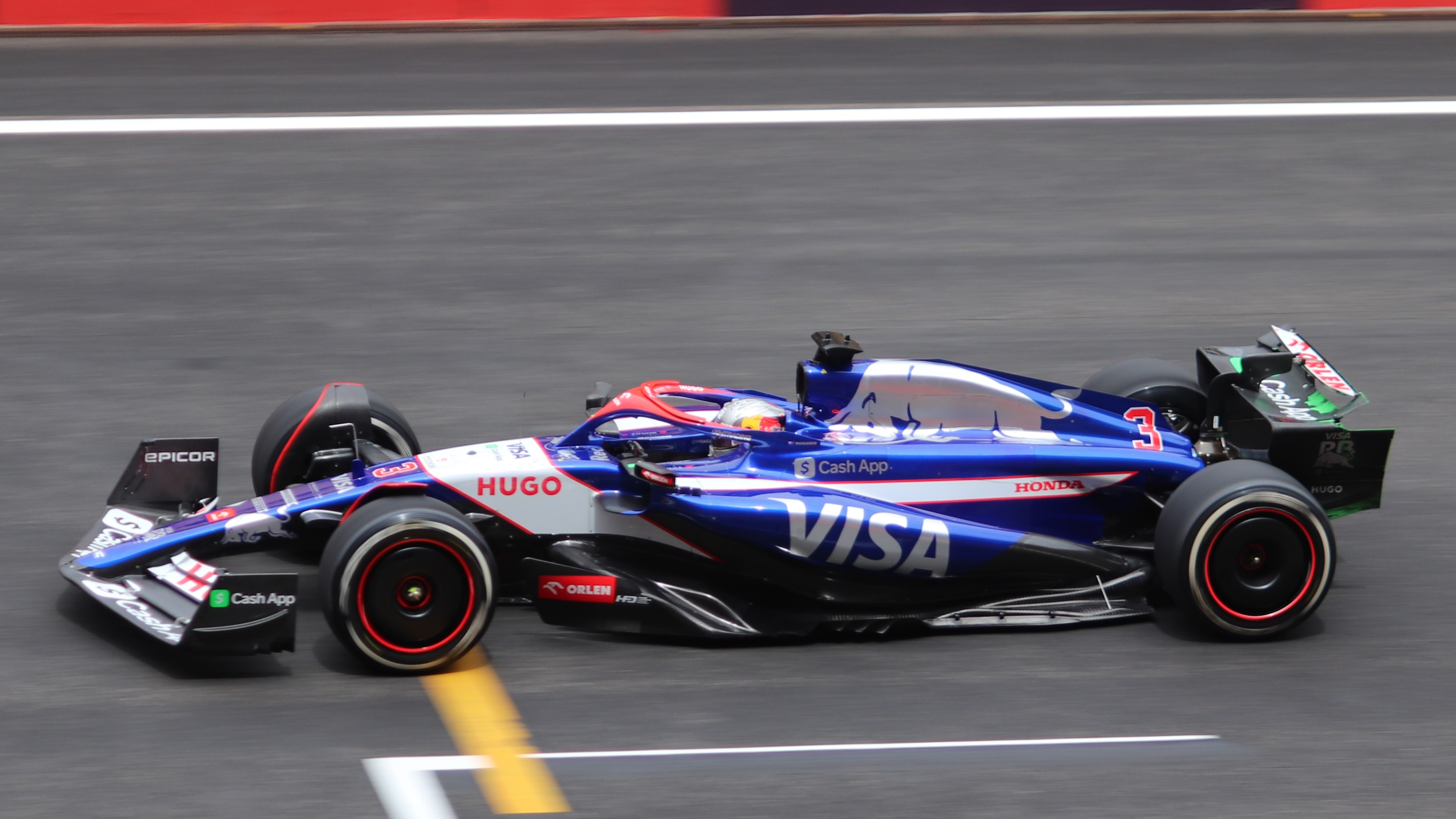
2024年中国大奖赛上的里卡多

## 個人生活
里卡多為意大利裔澳洲人，他的父親生於西西里島菲卡拉，而他的母親則來自於卡拉布里亞。
里卡多表示對於英語使用者他會說他的姓為“里卡多”，他的家人也總是這麼念，而不是在紅牛二隊中以義大利語發音的“里奇亞多”。
在参加著名汽车节目Top Gear的第22季第3集的节目里，里卡多以1：42.02的成绩超越刘易斯·汉密尔顿成为该节目“一级方程式车手开平价车”环节中最快圈速的创造者。
里卡多受到澳大利亚摩托车赛手杰克·米勒启发和影响，从2016年赛季的德国站开始，他在获得领奖台后都会将香槟酒灌入自己的鞋子中并喝下，他管这种庆祝形式称为“Shoey”；除了他自己喝下以外，他也会让赛后采访的主持人和同上领奖台的车手喝下。

## 賽車生涯成績

### 職業生涯摘要
| 賽季   | 賽事                       | 車隊                   | 出賽     | 分站冠軍 | 桿位     | 最快單圈 | 頒獎台   | 積分     | 排名     |
| ------ | -------------------------- | ---------------------- | -------- | -------- | -------- | -------- | -------- | -------- | -------- |
| 2005年 | 澳大利亞福特方程式系列賽   | Privateer              | 3        | 0        | 0        | ?        | 0        | 74       | 第8      |
| 2006年 | 亞洲寶馬方程式系列賽       | Eurasia Motorsport     | 19       | 2        | 3        | 3        | 12       | 231      | 季軍     |
| 2006年 | 英國寶馬方程式系列賽       | Motaworld Racing       | 2        | 0        | 0        | 0        | 0        | 3        | 第20     |
| 2006年 | 寶馬方程式世界總決賽       | Fortec Motorsport      | 1        | 0        | 0        | 0        | 0        | N/A      | 第5      |
| 2007年 | 雷諾方程式2.0義大利盃      | RP Motorsport          | 14       | 0        | 0        | 0        | 0        | 196      | 第6      |
| 2007年 | 雷諾方程式2.0歐洲盃        | RP Motorsport          | 4        | 0        | 0        | 0        | 0        | 0        | NC       |
| 2008年 | 雷諾方程式2.0西歐盃        | SG Formula             | 15       | 8        | 9        | 7        | 11       | 192      | 冠軍     |
| 2008年 | 雷諾方程式2.0歐洲盃        | SG Formula             | 18       | 6        | 5        | 5        | 7        | 136      | 亞軍     |
| 2008年 | 三級方程式歐洲系列賽       | SG Formula             | 2        | 0        | 0        | 0        | 0        | N/A      | NC†      |
| 2008年 | 三級方程式大師賽           | SG Formula             | 1        | 0        | 0        | 0        | 0        | N/A      | NC       |
| 2009年 | 英國三級方程式錦標賽       | 卡林車隊               | 20       | 7        | 6        | 5        | 13       | 275      | 冠軍     |
| 2009年 | 三級方程式大師賽           | 卡林車隊               | 1        | 0        | 0        | 0        | 0        | N/A      | NC       |
| 2009年 | 雷諾方程式3.5系列賽        | Tech 1 Racing          | 2        | 0        | 0        | 0        | 0        | 0        | 第34     |
| 2009年 | 澳門格蘭披治三級方程式大賽 | 卡林車隊               | 1        | 0        | 0        | 0        | 0        | N/A      | NC       |
| 2010年 | 雷諾方程式3.5系列賽        | Tech 1 Racing          | 16       | 4        | 8        | 5        | 8        | 136      | 亞軍     |
| 2010年 | 一級方程式錦標賽           | 紅牛二隊               | 測試車手 | 測試車手 | 測試車手 | 測試車手 | 測試車手 | 測試車手 | 測試車手 |
| 2011年 | 雷諾方程式3.5系列賽        | ISR Racing             | 12       | 1        | 2        | 3        | 6        | 144      | 第5      |
| 2011年 | 一級方程式錦標賽           | 紅牛二隊               | 測試車手 | 測試車手 | 測試車手 | 測試車手 | 測試車手 | 測試車手 | 測試車手 |
| 2011年 | 一級方程式錦標賽           | HRT車隊                | 11       | 0        | 0        | 0        | 0        | 0        | 第27     |
| 2012年 | 一級方程式錦標賽           | 紅牛二隊               | 20       | 0        | 0        | 0        | 0        | 10       | 第18     |
| 2013年 | 一級方程式錦標賽           | 紅牛二隊               | 19       | 0        | 0        | 0        | 0        | 20       | 第14     |
| 2014年 | 一級方程式錦標賽           | Infiniti紅牛車隊       | 19       | 3        | 0        | 1        | 8        | 238      | 季軍     |
| 2015年 | 一級方程式錦標賽           | Infiniti紅牛車隊       | 19       | 0        | 0        | 3        | 2        | 92       | 第8      |
| 2016年 | 一級方程式錦標賽           | 紅牛車隊               | 21       | 1        | 1        | 4        | 8        | 256      | 季軍     |
| 2017年 | 一級方程式錦標賽           | 紅牛車隊               | 20       | 1        | 0        | 1        | 9        | 200      | 第5      |
| 2018年 | 一級方程式錦標賽           | 奧斯頓·馬丁紅牛車隊    | 21       | 2        | 2        | 4        | 2        | 170      | 第6      |
| 2019年 | 一級方程式錦標賽           | 雷諾F1車隊             | 21       | 0        | 0        | 0        | 0        | 54       | 第9      |
| 2020年 | 一級方程式錦標賽           | 雷诺迪拜环球港务F1车队 | 17       | 0        | 0        | 2        | 2        | 119      | 第5      |
| 2021年 | 一級方程式錦標賽           | 迈凯伦车队             | 22       | 1        | 0        | 1        | 1        | 115      | 第8      |
| 2022年 | 一级方程式锦标赛           | 迈凯伦车队             | 2        | 0        | 0        | 0        | 0        | 37       | 第11     |
| 2023年 | 一級方程式錦標賽           | 红牛车队               | 測試車手 | 測試車手 | 測試車手 | 測試車手 | 測試車手 | 測試車手 | 測試車手 |
| 2023年 | 一級方程式錦標賽           | 阿尔法托利车队         | 8        | 0        | 0        | 0        | 0        | 6        | 第17     |
| 2024年 | 一級方程式錦標賽           | RB F1车队              | 18       | 0        | 0        | 1        | 0        | 12       | 第17     |

* 賽季進行中。

### 一级方程式各赛季成绩
(图例)粗體為桿位出賽，斜體為最快圈速
| 赛季 | 车队                    | 底盤           | 引擎                         | 1       | 2        | 3      | 4       | 5       | 6      | 7       | 8     | 9      | 10    | 11     | 12     | 13     | 14     | 15     | 16     | 17      | 18       | 19       | 20       | 21       | 22    | 23 | 24 | 排名 | 积分 |
| ---- | ----------------------- | -------------- | ---------------------------- | ------- | -------- | ------ | ------- | ------- | ------ | ------- | ----- | ------ | ----- | ------ | ------ | ------ | ------ | ------ | ------ | ------- | -------- | -------- | -------- | -------- | ----- | -- | -- | ---- | ---- |
| 2011 | 紅牛第二車隊            | 红牛二队STR6   | 法拉利056 2.4 V8             | 澳 TD   | 馬 TD    | 中 TD  | 土 TD   | 西 TD   | 摩 TD  | 加 TD   | 欧 TD |        |       |        |        |        |        |        |        |         |          |          |          |          |       |    |    | 第27 | 0    |
| 2011 | 伊斯巴尼亚车队          | 伊斯巴尼亚F111 | 考斯沃斯CA2011 V8            |         |          |        |         |         |        |         |       | 英 19  | 德 19 | 匈 18  | 比 Ret | NC     | 新 19  | 日 22  | 韩 19  | 印 18   | 阿布 Ret | 巴西 20  |          |          |       |    |    | 第27 | 0    |
| 2012 | 紅牛第二車隊            | 红牛二队STR7   | 法拉利056 2.4 V8             | 澳 9    | 馬 12    | 中 17  | 巴林 15 | 西 13   | 摩 Ret | 加 14   | 欧 11 | 英 13  | 德 13 | 匈 15  | 比 9   | 12     | 新 9   | 日 10  | 韩 9   | 印 13   | 阿布 10  | 美 12    | 巴西 13  |          |       |    |    | 第18 | 10   |
| 2013 | 紅牛第二車隊            | 红牛二队STR8   | 法拉利056 2.4 V8             | 澳 Ret  | 马 18†   | 中 7   | 巴林 16 | 西 10   | 摩 Ret | 加 15   | 英 8  | 德 12  | 匈 13 | 比 10  | 7      | 新 Ret | 韩 19† | 日 13  | 印 10  | 阿布 16 | 美 11    | 巴西 10  |          |          |       |    |    | 第14 | 20   |
| 2014 | 英菲尼迪紅牛車隊        | 红牛车队RB10   | 雷诺Energy F1-2014 1.6 V6t   | 澳 DSQ  | 马 Ret   | 巴林 4 | 中 4    | 西 3    | 摩 3   | 加 1    | 奥 8  | 英 3   | 德 6  | 匈 1   | 比 1   | 5      | 新 3   | 日 4   | 俄 7   | 美 3    | 巴西 Ret | 阿布 4   |          |          |       |    |    | 季軍 | 238  |
| 2015 | 英菲尼迪紅牛車隊        | 红牛车队RB11   | 雷诺Energy F1-2015 1.6 V6t   | 澳 6    | 马 10    | 中 9   | 巴林 6  | 西 7    | 摩 5   | 加 13   | 奥 10 | 英 Ret | 匈 3  | 比 Ret | 8      | 新 2   | 日 15  | 俄 15† | 美 10  | 墨 5    | 巴西 11  | 阿布 6   |          |          |       |    |    | 第8  | 92   |
| 2016 | 紅牛車隊                | 紅牛RB12       | 豪雅1.6 V6t                  | 澳 4    | 巴林 4   | 中 4   | 俄 11   | 西 4    | 摩 2   | 加 7    | 歐 7  | 奥 5   | 英 4  | 匈 3   | 德 2   | 比 2   | 5      | 新 2   | 马 1   | 日 6    | 美 3     | 墨 3     | 巴西 8   | 阿布 5   |       |    |    | 季軍 | 256  |
| 2017 | 紅牛車隊                | 紅牛RB13       | 豪雅1.6 V6t                  | 澳 Ret  | 中 4     | 巴林 5 | 俄 Ret  | 西 3    | 摩 3   | 加 3    | 1     | 奥 3   | 英 5  | 匈 Ret | 比 3   | 4      | 新 2   | 马 3   | 日 3   | 美 Ret  | 墨 Ret   | 巴西 6   | 阿布 Ret |          |       |    |    | 第5  | 200  |
| 2018 | 奧斯頓·馬丁紅牛車隊     | 紅牛RB14       | 豪雅1.6 V6t                  | 澳 4    | 巴林 Ret | 中 1   | Ret     | 西 5    | 摩 1   | 加 4    | 法 4  | 奥 Ret | 英 5  | 德 Ret | 匈 4   | 比 Ret | Ret    | 新 6   | 俄 6   | 日 4    | 美 Ret   | 墨 Ret   | 巴西 4   | 阿布 4   |       |    |    | 第6  | 170  |
| 2019 | 雷諾F1車隊              | 雷諾R.S.19     | 雷諾E-Tech 19 1.6 V6t        | 澳 Ret  | 巴林 18† | 中 7   | Ret     | 西 12   | 摩 9   | 加 6    | 法 11 | 奥 12  | 英 7  | 德 Ret | 匈 14  | 比 14  | 4      | 新 14  | 俄 Ret | 日 DSQ  | 墨 8     | 美 6     | 巴西 6   | 阿布 11  |       |    |    | 第9  | 54   |
| 2020 | 雷諾杜拜環球港務 F1車隊 | 雷諾R.S.20     | 雷諾E-Tech 20 1.6 V6t        | 奥 Ret  | 8        | 匈 8   | 英 4    | 周年 14 | 西 11  | 比 4    | 6     | 托 4   | 俄 5  | 艾費 3 | 葡 9   | 艾米 3 | 土 10  | 巴林 7 | 薩 5   | 阿布 7  |          |          |          |          |       |    |    | 第5  | 119  |
| 2021 | 麥拉倫F1車隊            | 麥拉倫MCL35M   | 梅賽德斯F1 M12 EQ Power+ V6t | 巴林 7  | 艾米 6   | 葡 9   | 西 6    | 摩 12   | 亞塞 9 | 法 6    | 史 13 | 奧 7   | 英 5  | 匈 11  | 比 4‡  | 荷 11  | 1      | 俄 4   | 土 13  | 美 5    | 墨 12    | 聖保 Ret | 卡 12    | 沙 5     | 阿 12 |    |    | 第8  | 115  |
| 2022 | 迈凯伦F1車隊            | 迈凯伦MCL36    | 梅賽德斯F1 M13 EQ Power+ V6t | 巴林 14 | 沙 Ret   | 澳 6   | 艾米 18 | 迈 13   | 西 12  | 摩 13   | 8     | 加 11  | 英 13 | 奥 9   | 法 9   | 匈 15  | 比 15  | 荷 17  | Ret    | 新 5    | 日 11    | 美 16    | 墨 7     | 圣保 Ret | 阿 9  |    |    | 第11 | 37   |
| 2023 | 阿尔法托利车队          | 阿尔法托利AT04 | 本田RBPTH 001 1.6 V6t        | 巴林    | 沙       | 澳     |         | 邁      | 摩     | 西      | 加    | 奧     | 英    | 匈 13  | 比 16  | 荷 WD  |        | 新     | 日     | 卡      | 美 15    | 墨 7     | 圣保 13  | 拉 14    | 阿 11 |    |    | 第17 | 6    |
| 2024 | RB F1车队               | RB-VCARB 01    | 本田RBPTH 002 1.6 V6t        | 巴林 13 | 沙 16    | 澳 12  | 日 Ret  | 中 Ret  | 迈 15  | 艾米 13 | 摩 12 | 加 8   | 西 15 | 奥 9   | 英 13  | 匈 12  | 比 10  | 荷 12  | 13     | 13      | 新 18    | 美       | 墨       | 圣保     | 拉    | 卡 | 阿 | 第17 | 12   |

*賽季進行中。
†未完赛，但已完成赛事总里程的90%。
‡由於未能完成原定賽程的75%，車手只有一半分數。